# Mount Ganymede
Mount Ganymede är ett berg i Antarktis. Det ligger i Västantarktis. Argentina, Chile och Storbritannien gör anspråk på området. Toppen på Mount Ganymede är 741 meter över havet.
Terrängen runt Mount Ganymede är huvudsakligen lite bergig. Trakten är obefolkad. Det finns inga samhällen i närheten.